# Maruca
Maruca es un género de polillas de la familia Crambidae. Las larvas se alimentan de legumbres.

## Especies
- Maruca amboinalis (C. Felder, R. Felder & Rogenhofer, 1875)
- Maruca fuscalis Yamanaka, 1998
- Maruca nigroapicalis de Joannis, 1930
- Maruca vitrata (Fabricius, 1787)